# 甘達拉區
甘達拉區是索馬利亞的一個區，位於該國東北方的巴里州，首府為甘達拉。

## 外部鏈結
- 甘達拉區行政區域圖 （页面存档备份，存于）